# 16년

## 연호
- 신(新) 천봉(天鳳) 3년

## 기년
- 신(新) 왕망(王莽) 9년
- 신라(新羅) 남해 차차웅(南解次次雄) 13년
- 고구려(高句麗) 유리명왕(瑠璃明王) 35년
- 백제(百濟) 온조왕(溫祚王) 34년

## 자연
- 8월 21일 (음력 7월 그믐, 무자(戊子)일) - 신라에서 일식이 관측되었다.[1][2]

## 사망
- 마한(馬韓)의 무신(武臣) 주근(周勤)

## 참고 문헌
- 김부식 (1145). 〈권제1〉. 《삼국사기》.